# Mandeok-dong, Busan
Mandeok-dong (koreanska: 만덕동) är en stadsdel i staden Busan i den sydöstra delen av Sydkorea, 300 km sydost om huvudstaden Seoul. Den ligger i stadsdstriktet Buk-gu.

## Indelning
Administrativt är Mandeok-dong indelat i:
| Namn    | Namn                | Yta km² | Invånare 31 dec 2019 |
| ------- | ------------------- | ------- | -------------------- |
| 만덕1동 | Mandeok 1(il)-dong  | 4,76    | 11 966               |
| 만덕2동 | Mandeok 2(i)-dong   | 2,25    | 27 870               |
| 만덕3동 | Mandeok 3(sam)-dong | 1,76    | 19 636               |